# 屏東賽嘉滑翔飛行場
屏東賽嘉滑翔飛行場，位於臺灣屏東縣三地門鄉賽嘉村的賽嘉航空公園（佔地2600公頃）內，為越野飛行傘的運動場地。由於三地門鄉的環境適合飛行傘運動，因此有不少亞洲的飛行傘運動者前往該地從事飛行傘運動。

## 歷史
1975年，陳進川開發滑翔翼，與飛行同好一同開始進行飛行活動。1980年，屏東縣高樹鄉泰山村的潘豐慶、潘豐義兄弟，及余繼高等飛行愛好者持續開發此場地。也因潘氏兄弟地緣的關係，跟賽嘉村林姓地主租借此山坡地，來開發無動力飛行場，並開時規畫周邊道路，申請無動力飛行空域，電線地下化等周邊設施。初期都是以滑翔翼為主，起飛場上山的道路也難行，也無固定的降落場地。1987年，陳進川、簡萬全，向空降部隊借了一頂高空傘，在屏東縣三地鄉的賽嘉航空公園，開始研究飛行。
民生報於1985年2月5日，報導王容南在1985年2月2日從賽嘉飛行場起飛，飛行36公里、郝鉅32公里，打破滑翔翼越野紀錄。2002年1月，民生報報導徐列東以無動力飛行傘，於2001年12月31日從賽嘉起飛，花費2個小時左右時間飛越中央山脈。
由於屏東縣三地門鄉賽嘉村的腹地大、氣流旺盛，賽嘉飛行場一帶被視為越野飛行傘良地，因此經常有亞洲各國的飛行傘玩家參訪賽嘉飛行場。多年來，賽嘉滑翔飛行場因為土地問題，一直無法取得合法飛行證。賽嘉飛行場從2007年開始申請，直到2017年3月，才取得台灣第一張合法無動力飛行傘場場證。9月，賽嘉飛行場與賽嘉社區發展協會簽約，分享盈餘40%，為臺灣首家實行原住民族基本法第21條的業者。2017年12月30日，中華民國航空運動協會於屏東賽嘉飛行場舉辦「2018年屏東賽嘉飛行嘉年華」，被視為2018年亞運的前哨戰。2018年12月，有韓國文姓飛行傘玩家在賽嘉飛行場飛行時，碰上亂流夾傘而摔落山坡樹叢，當場死亡。
2019年11月9日由賽嘉部落青年會舉辦「2019飛行部落音樂節」。2020年12月25-27日由賽嘉部落青年會舉辦第二屆「2020賽嘉飛行音樂節」。
2020年11月18日，台灣體育署認定屏東賽嘉滑翔飛行場為「無動力飛行運動專業人員訓練機構」，成為該運動的南部的訓練場地。2021年4月1日與高樹鄉在地觀光發展協會共同發展地方創生。

### 比賽
屏東賽嘉滑翔飛行場的年度活動有「賽嘉飛行嘉年華」。活動主要有越野飛行傘國際邀請賽暨全國排名賽、還有屏東農特產與原住民特色園遊會等。2012年，︁由於屏東賽嘉滑翔飛行場未經合法程序取得執照而暫停舉行，直到2017年取得無動力飛行照後，才在2018年復辦至今。
2010年12月18日至12月19日，舉辦飛行傘全國錦標賽。2012年2月24日至28日，2012年PWCA世界杯飛行傘-台灣站會前賽於賽嘉飛行傘場舉辦賽事。2018年11月17日至11月18日，舉辦TAIWAN PG XC OPEN - SAI JIA 飛行傘國際邀請賽暨全國排名賽。12月28日，舉辦TAIWAN PG XC OPEN台灣飛行傘國際邀請賽暨全國排名賽。

## 交通資訊

### 大眾運輸
台鐵：高雄搭乘台鐵至屏東火車站下車→轉搭屏東客運(往高樹廣興)→下廣興站後步行

### 自行開車
1. 路線一：國道3號長治交流道下→24號省道往三地門鄉方向→經三地門大橋→185縣道→達賽嘉村後直行
2. 路線二：國道3號九如交流道下→24線省道往往屏北高中方向→經塩埔鄉往泰山→185縣道→達賽嘉村後直行

## 延伸閱讀
- 賽嘉飛行嘉年華開幕　輕航機飛行傘翱翔天空 （页面存档备份，存于）
- 2018賽嘉飛行嘉年華-點綴屏北天空的饗宴 （页面存档备份，存于）

## 外部連結
- 屏東賽嘉滑翔飛行場的Facebook專頁